# Ruth de Diego
Ruth de Diego és doctora en psicologia per la Universitat de Barcelona, especialitzada en psicolingüística i neurociència cognitiva. Va fer un postdoctorat de tres anys a la Université Paris Est Créteil, on va estudiar la participació del cos estriat en l'aprenentatge de noves regles del llenguatge. També va ser lectora a l'École Normale Supérieure de París. Després d'un període d'investigadora ICREA, ara és professora ICREA a la Universitat de Barcelona. La seva recerca se centra principalment en les funcions cognitives i els circuits neuronals que participen en l'extracció de regles gramaticals quan aprenem un idioma.